# Industrie de la viande

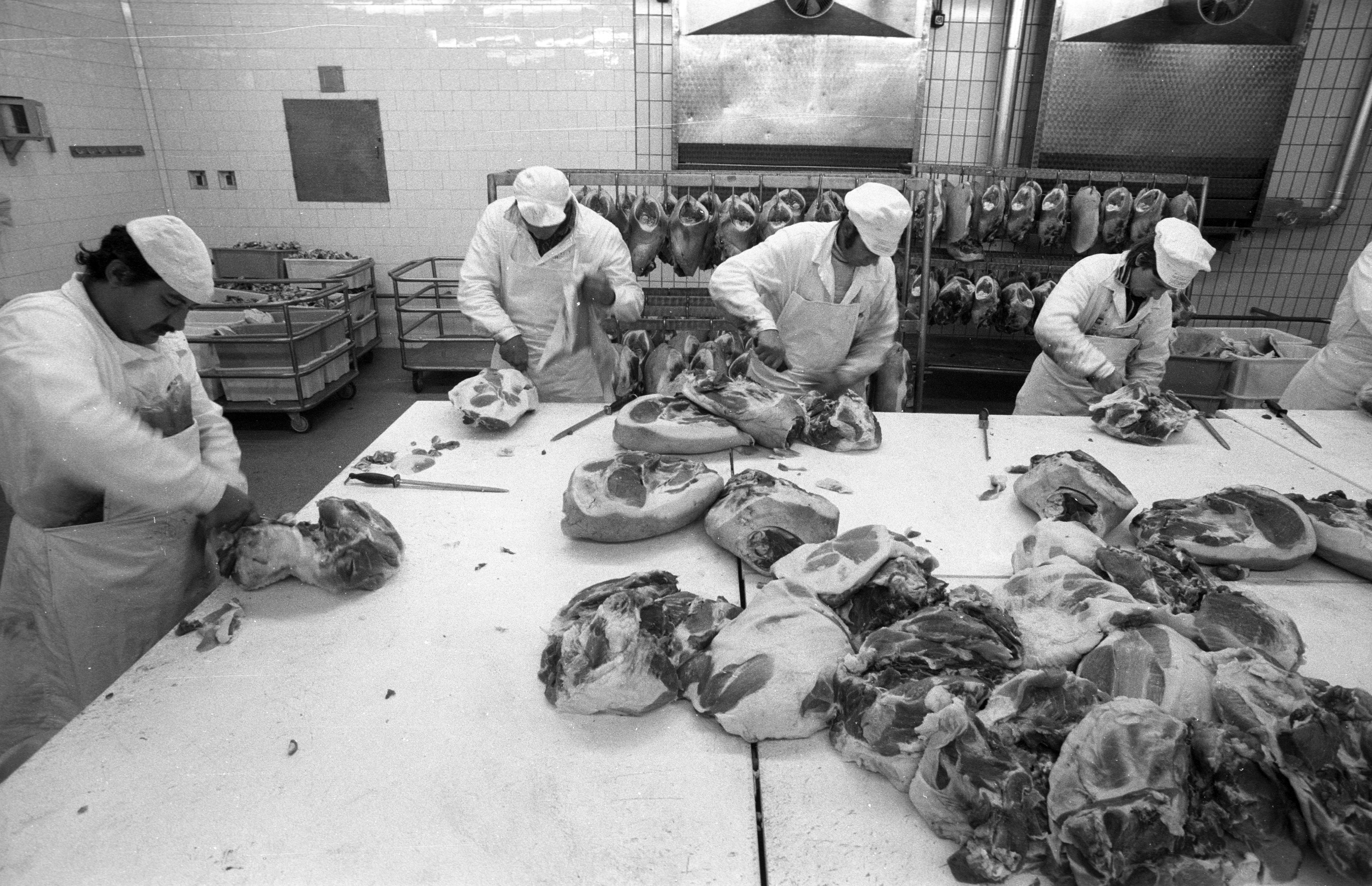
Boucherie industrielle dans les années 1980.

L'industrie de la viande désigne l'ensemble des activités industrielles agroalimentaire spécialisées dans la transformation des animaux d'élevage dévolus à l'alimentation humaine. Cela va de l'abattage-découpe-stockage des animaux devenant carcasses bouchères à la viande prête à cuisiner et autres plats cuisinés à base de viande. 

## Les activités concernées
L'INSEE classe et codifie les activités. Dans sa nomenclature il existe le groupe 10.1 Transformation et conservation de la viande et préparation de produits à base de viande, appartenant au groupe 10 des industries alimentaires.  Ce groupe se subdivise en : 
- transformation et conservation de la viande de boucherie : les abattoirs, la production de viandes de boucherie, fraîches, congelées ou surgelées, soit en en carcasses soit en morceaux.
- transformation et conservation de la viande de volaille :  les abattoirs ; la préparation et  l'emballage de volailles ; la production de viandes de volailles, entières ou en portions individuelles, fraîches, congelées ou surgelées ; l'extraction de graisses de volailles comestibles ; la production de plumes, de peaux et de duvets, bruts et apprêtés ; la préparation des abats.
- préparation de produits à base de viande : la fabrication industrielle de produits à base de viandes ou d'abats (pièces salées, fumées, séchées, cuites, etc.) ; la fabrication industrielle de charcuteries telles que pâtés, rillettes, saucisses, salamis, boudins, andouillettes, cervelas, mortadelles, galantines, jambons cuits ; la préparation de foies gras ; la production de farines et poudres de viandes comestibles ou impropres à l'alimentation humaine.

## Controverses
L'importation de viande de bœuf aux hormones est interdite depuis 1989 pour des questions sanitaires. L'administration des États-Unis conteste les arguments de la commission européenne qui justifie cette interdiction. Cette controverse est parfois appelé la guerre du bœuf dans les médias.  
Des scandales alimentaires, depuis celui dit scandale du veau aux hormones en 1980 (sanitaire) en passant par la crise de la vache folle (sanitaire) jusqu'à celui de la fraude à la viande de cheval de 2013 (tromperie sur la marchandise), ont placé l'industrie de la viande sous le feu des projecteurs allant jusqu'à une mise en cause de cette industrie.